# Toutunhe
| Uigurische Bezeichnung          | Uigurische Bezeichnung |
| ------------------------------- | ---------------------- |
| Arabisch-Persisch (Kona Yeziⱪ): | تۇدۇڭخابا رايونى       |
| Lateinisch (Yengi Yeziⱪ):       | Tutunghaba Rayoni      |
| Chinesische Bezeichnung         |                        |
| Kurzzeichen:                    | 头屯河区               |
| Umschrift in Pinyin:            | Tóutúnhé Qū            |

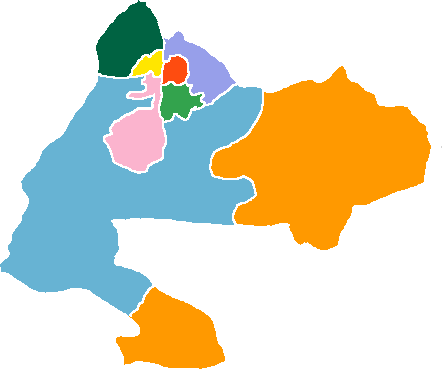
Lage von Toutunhe im Gebiet der Stadt Ürümqi

Toutunhe ist ein Stadtbezirk der bezirksfreien Stadt Ürümqi im Uigurischen Autonomen Gebiet Xinjiang der Volksrepublik China. Er hat eine Fläche von 275,59 km² und zählt 172.796 Einwohner (Stand: Zensus 2010).

## Administrative Gliederung
Auf Gemeindeebene setzt sich Toutunhe aus fünf Straßenvierteln zusammen. Diese sind:
- Straßenviertel Beizhan Xilu (北站西路街道);
- Straßenviertel Huoche Xizhan (火车西站街道);
- Straßenviertel Toutunhe (头屯河街道);
- Straßenviertel Wangjiagou (王家沟街道);
- Straßenviertel Wuchanglu (乌昌路街道).